# 12 februari
12 februari är den 43:e dagen på året i den gregorianska kalendern. Det återstår 322 dagar av året (323 under skottår).

## Återkommande bemärkelsedagar

### Flaggdagar
- USA: Minnesdag till minne av presidenten Abraham Lincolns födelse 1809

## Namnsdagar

### I den svenska almanackan
- Nuvarande – Evelina och Evy
- Föregående i bokstavsordning
  - Ebba – Namnet förekom på dagens datum på 1790-talet, men utgick sedan. 1898 infördes det på 6 mars, där det har funnits sedan dess.
  - Elaine – Namnet infördes på dagens datum 1986, men flyttades 1993 till 8 juni och utgick 2001.
  - Eulalia – Namnet fanns, till minne av en 12-årig spansk martyr från 200-talet, som räknas som staden Barcelonas skyddshelgon, på dagens datum fram till 1901, då det utgick.
  - Evelina – Namnet infördes på dagens datum 1901 och har funnits där sedan dess.
  - Evelyn – Namnet infördes på dagens datum 1986, men utgick 1993.
  - Evy – Namnet infördes 1986 på 24 december. 1993 flyttades det till dagens datum och har funnits där sedan dess.
- Föregående i kronologisk ordning
  - Före 1901 – Eulalia och Ebba
  - 1901–1985 – Evelina
  - 1986–1992 – Evelina, Evelyn och Elaine
  - 1993–2000 – Evelina och Evy
  - Från 2001 – Evelina och Evy
- Källor
  - Brylla, Eva (red.): Namnlängdsboken, Norstedts ordbok, Stockholm, 2000. ISBN 91-7227-204-X
  - af Klintberg, Bengt: Namnen i almanackan, Norstedts ordbok, Stockholm, 2001. ISBN 91-7227-292-9

### Finlandssvenska almanackan
- Nuvarande från 1929[1] – Elma
- I föregående revideringar[a][2]
  - inga ändringar sedan 1929

## Händelser
- 881 – Karl den tjocke, som redan är kung över några små germanska kungadömen och Italien, kröns till tysk-romersk kejsare och året därpå blir han även kung av Östfrankiska riket (i nuvarande Tyskland). 884 tillskansar han sig även makten över Västfrankiska riket (i nuvarande Frankrike), men blir 887 avsatt i det Östfrankiska och dör året därpå.
- 1049 – Sedan Damasus II har avlidit ett halvår tidigare väljs Bruno av Eguisheim-Dagsbourg till påve och tar namnet Leo IX.
- 1541 – Conquistadoren Pedro de Valdivia låter grunda staden Santiago de Nueva Extremadura på västkusten av det spanska Sydamerika. Namnet är dels en ärebetygelse åt helgonet Sankt Jakob, dels en hyllning till de Valdivias födelseregion Extremadura i Spanien. Ett drygt halvår senare förstörs staden av upproriska indianer, vilket leder till det så kallade araucokriget. Den återuppbyggs dock och 1818 blir den huvudstad i det självständiga Chile.
- 1718 – Karl XII utfärdar fribrev för muslimer och judar att utöva sin tro i Sverige.[3]
- 1771 – Den svenske kungen Adolf Fredrik avlider i akut matförgiftning på Stockholms slott, efter att ha förätit sig på en mängd rätter, varav semla/hetvägg har blivit mest känd i sammanhanget. Han efterträds som kung av Sverige av sin son Gustav III som dock själv är omedveten om dödsfallet, eftersom han vid tillfället befinner sig i Paris. Gustav får dödsbudet under ett operabesök en månad senare och återvänder då omgående till Sverige. Året därpå genomför han en statskupp, som gör slut på den svenska frihetstidens partistrider mellan Hattpartiet och Mösspartiet och återupprättar den personliga kungamakten.
- 1832 – Ecuador annekterar Galápagosöarna,[4] som ligger i Stilla havet ungefär 100 mil väster om den ecuadorianska kusten. Öarna har dittills varit obebodda (även om man på 1950-talet finner spår av sydamerikanska indianer på dem), men har tidvis sedan 1600-talet varit tillhåll för engelska pirater och kapare. Redan samma år låter ögruppens förste guvernör José de Villamil föra dit en grupp straffångar, för att befolka den och snart utvandrar också några bönder dit.
- 1942 – Två tåg kolliderar vid stationen i skånska Tyringe, varvid fem personer omkommer och femton skadas. Orsaken är att en växel är fellagd och att en infartssignal visar fel.
- 1950 – Representanter för 22 europeiska stater grundar den europeiska radio- och TV-unionen (EBU) i den brittiska kuststaden Torquay. Det blir ett samarbete, för att kunna sända gemensamma radio- och TV-program inom hela medlemsområdet, vilket framförallt manifesteras i TV-sändningssystemet eurovisionen. 2025 har unionen 74 medlemmar i 56 länder och är världens största sammanslutning för nationella radio- och TV-bolag.
- 1992 – Den kommunistiska Mongoliska folkrepubliken (Mongoliet) avskaffas[5] och landets namn blir nu enbart Mongoliet. Denna ändring kommer till stånd efter att reformerna i Sovjetunionen i slutet av 1980-talet och de kommunistiska regimernas fall i Östeuropa 1989 har lett till, att Mongoliet på liknande sätt har börjat reformeras. Redan 1990 har fler politiska partier än det kommunistiska blivit tillåtet och landets första fria parlamentsval hålls samma år (även om kommunistpartiet då får 85 procent av rösterna).
- 1993 – Två tioåriga pojkar kidnappar den knappt treårige pojken James Bulger från ett köpcentrum i engelska Liverpool, varpå de misshandlar och dödar honom vid ett järnvägsspår. På grund av både mördarnas och offrets låga ålder får fallet stor uppmärksamhet världen över och de båda förövarna Jon Venables och Robert Thompson döms till fängelse, ett straff de avtjänar i åtta år. Media beskriver pojkarna som ”monster” och hotbilden mot dem är så stark att de, när de 2001 släpps från fängelset, tvingas byta identiteter.
- 1994 – Olympiska vinterspelen 1994 invigs i Lillehammer av kung Harald V av Norge. Spelen avslutas 27 februari.
- 2005 – Den svenska versionen av musikalen Mamma Mia!, som bygger på popgruppen Abba:s låtar, har premiär på Cirkus i Stockholm. Där spelas den fram till januari 2007 och när den efter en kort period i Göteborg i början av sommaren samma år läggs ner har den spelats 555 gånger och setts av över en miljon besökare.
- 2009 – En amerikansk och en rysk satellit kolliderar 80 mil ovanför norra Ryssland, vilket är första gången en sådan kollision inträffar i de konstgjorda satelliternas då över 50-åriga historia.
- 2010 – Olympiska vinterspelen 2010 invigs i Vancouver av generalguvernören i Canada Michaëlle Jean. Spelen avslutas 28 februari.

## Födda
- 41 – Britannicus, son till den romerske kejsaren Claudius
- 1218 – Kujo Yoritsune, shogun av Japan 1226–1244
- 1665 – Rudolf Jacob Camerarius, tysk botaniker och läkare
- 1728 – Étienne-Louis  Boullée, fransk arkitekt
- 1758 – David Ochterlony, angloindisk militär
- 1768 – Frans II, tysk-romersk kejsare 1792–1806 och österrikisk kejsare 1804–1835
- 1777 – Friedrich de la Motte Fouqué, tysk författare
- 1800 – John Edward Gray, brittisk zoolog och frimärkssamlare
- 1809
  - Charles Darwin, brittisk biolog, geolog, zoolog, teolog och forskare
  - Abraham Lincoln, amerikansk republikansk politiker, USA:s president 1861–1865
- 1851 – Eugen von Böhm-Bawerk, österrikisk nationalekonom
- 1857 – Eugène Atget, fransk fotograf
- 1866 – Nils Björk, svensk banvakt, småbrukare och socialdemokratisk politiker
- 1869 – August Ander, svensk lantbrukare och liberal politiker
- 1870 – Hugo Stinnes, tysk industrialist och politiker
- 1881 – Gucken Cederborg, svensk skådespelare
- 1884 – Alice Roosevelt Longworth, amerikansk skribent och kolumnist
- 1888 – Károly Beregfy, ungersk militär och politiker
- 1893
  - Omar Bradley, amerikansk militär
  - Lotus Robb, amerikansk skådespelare
- 1911 – Cearbhall Ó Dálaigh, irländsk politiker, Irlands president 1974–1976
- 1912 – Thore Christiansen, svensk barytonsångare
- 1915
  - Lorne Greene, kanadensisk skådespelare
  - Rune B. Johansson, svensk socialdemokratisk politiker, Sveriges inrikesminister 1957–1969 och industriminister 1971–1976
- 1918 – Julian Schwinger, amerikansk fysiker, mottagare av Nobelpriset i fysik 1965
- 1931 – Göran Graffman, svensk regissör och skådespelare
- 1940
  - Hank Brown, amerikansk republikansk politiker, senator för Colorado 1991–1997
  - Ebbe Gilbe, svensk dokumentärfilmare
- 1942 – Ehud Barak, israelisk politiker, Israels premiärminister 1999–2001
- 1943 – Laila Preikschas Nygjerdet, norsk countryartist med artistnamnet Cowboy-Laila
- 1945 – Maud Adams, svensk skådespelare
- 1946 – Rolf Sersam, svensk pianist och kompositör
- 1950 – Michael Ironside, kanadensisk skådespelare
- 1959
  - Susanne Alfvengren, svensk sångare
  - Sigrid Thornton, australisk skådespelare
- 1968 – Josh Brolin, amerikansk skådespelare
- 1972 – Sophie Zelmani, svensk sångare och låtskrivare
- 1976
  - Silvia Saint, tjeckisk-amerikansk porrskådespelare
  - Christian Cullen, nyzeeländsk rugbyspelare och skådespelare
  - Martin Olofsson, svensk innebandyspelare
- 1980 – Christina Ricci, amerikansk skådespelare
- 1984 – Alexandra Dahlström, svensk skådespelare
- 1988
  - Jill Gullberg, svensk ryttare
  - David Arnesen, svensk skådespelare
- 1993 – Rafael Alcântara, brasiliansk fotbollsspelare, känd som Rafinha
- 1995 – Alessandro Velotto, italiensk vattenpolospelare
- 1999 – Rebecka Forsberg, svensk politiker, språkrör för Grön Ungdom

## Avlidna
- 1233 eller 1234 – Ermengarde de Beaumont, omkring 63 eller 64, Skottlands drottning 1186–1214 (gift med Vilhelm I)
- 1538 – Albrecht Altdorfer, omkring 58, tysk målare
- 1554
  - Jane Grey, omkring 16 eller 17, regerande drottning av England och Irland 1553 (avrättad)
  - Guildford Dudley, omkring 18, engelsk prinsgemål 1553 (gift med Jane Grey) (avrättad)
- 1579 – Laurentius Petri Gothus, omkring 49 eller 50, svensk psalmdiktare och kyrkoman, ärkebiskop i Uppsala stift sedan 1574
- 1690 – Charles Le Brun, 70, fransk målare
- 1719 – Adam Ludwig Lewenhaupt, 59, svensk general
- 1763 – Pierre de Marivaux, 75, fransk författare
- 1771 – Adolf Fredrik, 60, kung av Sverige sedan 1751
- 1787 – Ruđer Josip Bošković, 75, kroatisk jesuit, filosof och matematiker
- 1798 – Stanisław II August Poniatowski, 66, kung av Polen och storfurste av Litauen 1764–1795
- 1804 – Immanuel Kant, 79, tysk filosof
- 1834 – Friedrich Schleiermacher, 65, tysk protestantisk teolog och filosof
- 1856 – Nikolaj Lobatjevskij, 63, rysk matematiker
- 1878 – Alexander Duff, 71, brittisk missionär
- 1896 – Ambroise Thomas, 84, fransk tonsättare
- 1907 – Frank W. Higgins, 50, amerikansk republikansk politiker, guvernör i New York 1905–1906
- 1921 – Troels Troels-Lund, 80, dansk historiker och författare
- 1929 – Lillie Langtry, 75, brittisk skådespelare
- 1933 – Ernst von der Recke, 84, dansk författare
- 1935 – Auguste Escoffier, 88, fransk mästerkock
- 1936 – Ibra Charles Blackwood, 57, amerikansk demokratisk politiker, guvernör i South Carolina 1931–1935
- 1944 – August Lundmark, 74, svensk skådespelare
- 1960 – Oskar von Hindenburg, 77, tysk militär och politiker
- 1964 – Gerald Gardner, 79, brittisk amatörantropolog, -arkeolog, -vapenexpert och -ockultist, en av grundarna av wiccareligionen
- 1966 – Wilhelm Röpke, 66, tysk ekonom
- 1968 – Eva Sachtleben, 80, svensk skådespelare
- 1970 – Susanna Hanan, 99, nyzeeländsk guvernant, sångare och samhällsarbetare
- 1975 – Per-Erik Hedlund, 77, svensk längdskidåkare, bragdmedaljör
- 1976 – Sal Mineo, 37, amerikansk skådespelare
- 1979 – Jean Renoir, 84, fransk filmregissör
- 1984 – Julio Cortázar, 69, argentinsk författare
- 1985 – Nicholas Colasanto, 61, amerikansk skådespelare
- 1988 – Erik Molin, 67, svensk skådespelare
- 1993 – James Bulger, 2, brittisk pojke och uppmärksammat mordoffer
- 1994 – Donald Judd, 65, amerikansk konstnär inom minimalismen
- 2000 – Charles M. Schulz, 77, amerikansk serietecknare, mest känd för sina serieremsor och filmer med mera om hunden Snobben
- 2007
  - Johan Björkman, 62, svensk finansman
  - Georg Buschner, 81, östtysk fotbollstränare
- 2008 – Imad Mughniyeh, 45, libanesisk militär och terrorist, befälhavare för den militära organisationen Hizbollah
- 2009 – Lis Hartel, 87, dansk dressyrryttare
- 2010 – Nodar Kumaritasjvili, 21, georgisk rodelåkare (rodelolycka)
- 2011
  - Hans Leygraf, 90, svensk pianist, dirigent och musikpedagog
  - Betty Garrett, 91, amerikansk skådespelare
  - Kenneth Mars, 75, amerikansk skådespelare
- 2012
  - David Kelly, 82, irländsk skådespelare
  - Nils Kjellström, 86, svensk väg- och vattenbyggnadsingenjör
- 2014 – Sid Caesar, 91, amerikansk komiker och skådespelare
- 2015
  - David Carr, 58, amerikansk kolumnist och författare
  - Movita Castaneda, 98, amerikansk skådespelare, Marlon Brandos hustru 1960–1962
  - Steve Strange, 55, brittisk sångare och frontfigur i Visage
- 2019
  - Gordon Banks, 81, brittisk fotbollsmålvakt, VM-guld 1966
  - Lyndon LaRouche, 96, amerikansk politisk aktivist
- 2023 – Arne Treholt, 80, norsk journalist, politiker och ämbetsman dömd för spioneri